# Kokúrino
Kokúrino (en rus: Кокурино) és un poble de l'óblast de Saràtov, a Rússia, segons el cens del 2019 tenia 192 habitants. Pertany al districte municipal de Saràtov.